# Hendrik Johan Kruls
Hendrik Johan Kruls (Amsterdam, 1 augustus 1902 – Den Haag, 13 december 1975) was een Nederlands generaal en zakenman.
Na een officiersopleiding aan de KMA en rechtenstudie aan de Rijksuniversiteit Utrecht werd hij geplaatst bij de artillerie, later gedetacheerd bij het ministerie van Defensie. Hij vergezelde in 1940 als adjudant minister van Defensie Dijxhoorn naar Londen en werd daar belast met de opbouw van het Militair Gezag dat na de bevrijding het dagelijks bestuur in Nederland moest overnemen.
Ondanks aanvankelijke bezwaren van koningin Wilhelmina werd hij als chef-staf belast met de leiding van het Militair Gezag. Zodra België bevrijd was opereerde hij vanuit Brussel, en later vanuit het bevrijde deel van Nederland. Hij trad op met ruime bevoegdheden, militaire, maar ook administratieve en rechterlijke, zoals het benoemen of bevestigen van burgemeesters, het zuiveren van politiekorpsen, het arresteren van personen verdacht van collaboratie. Als uitvoerders kon hij rekenen op de 20.000 man sterke Nederlandse Binnenlandse Strijdkrachten, een organisatie van vrijwilligers, voortgekomen uit het verzet en aangevoerd door prins Bernhard. 
Kruls was een goed organisator, maar ook een autoritaire man die vaak ondiplomatiek optrad. Dat leidde regelmatig tot conflicten, in de eerste plaats met de in Londen achtergebleven ministers van wie hij de richtlijnen  gewoon negeerde. Hierbij kon hij op de steun rekenen van de koningin, van prins Bernhard en van de verzetsorganisaties. 
Na de oorlog was hij chef van de Generale Staf en vanaf 1949 als generaal ook Voorzitter van het Comité Verenigde Chefs van Staven, en ook in die functie kwam hij vaak in conflict met de minister. Een geschil over de visie op het toekomstige defensiebeleid leidde in 1951 tot zijn gedwongen vertrek. 
Hierna bekleedde hij verschillende functies in het bedrijfsleven, onder meer bij de KLM.

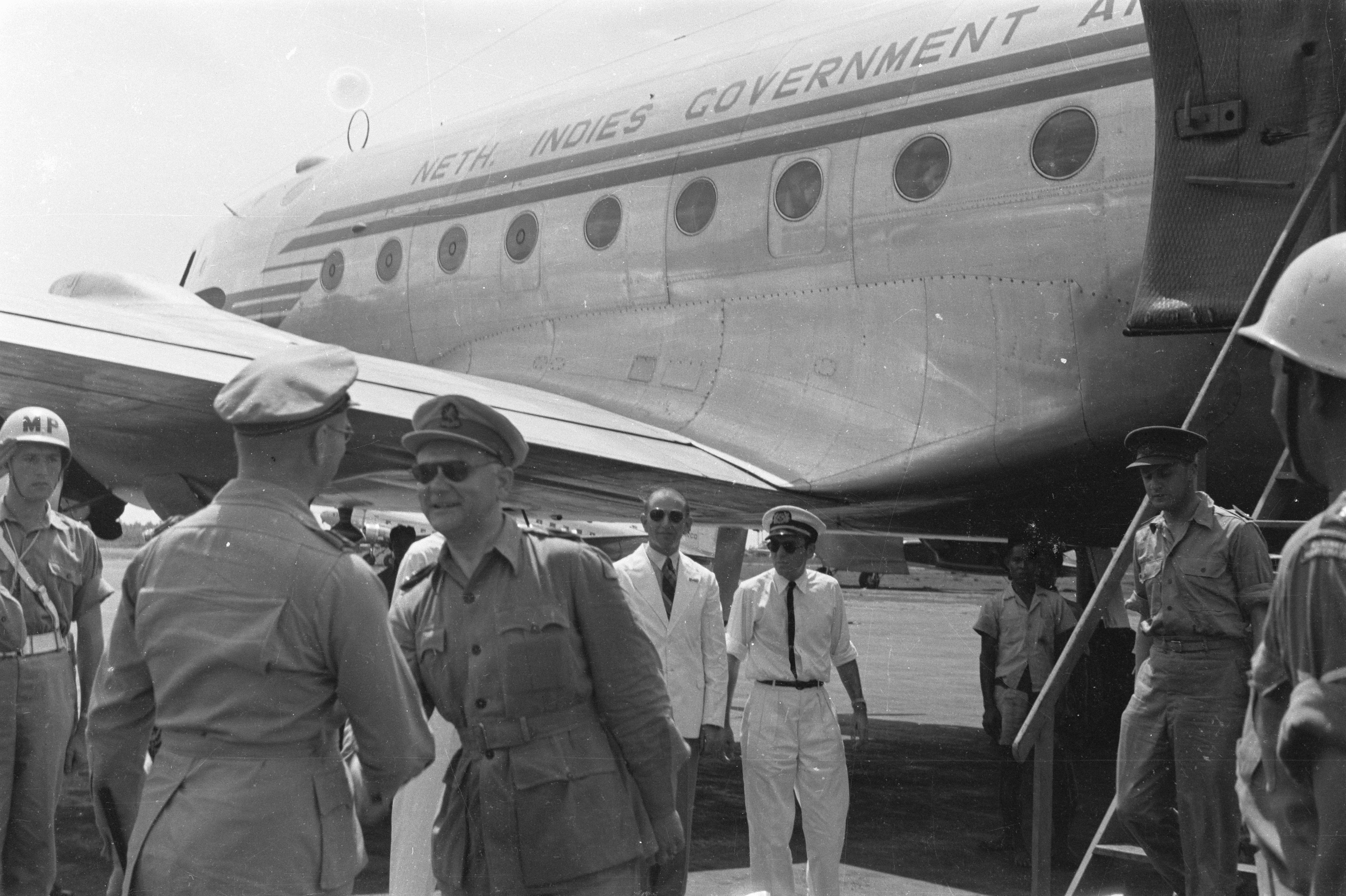
Kruls wordt bij een bezoek aan Batavia tijdens de politionele acties begroet door generaal Spoor

In 1975 publiceerde hij zijn memoires onder de titel Generaal in Nederland: memoires H.J. Kruls (ISBN 9022839850).